# Mafia turca
Mafia turca è il termine generico usato per indicare i gruppi di criminalità organizzata in Turchia e/o composti da cittadini o ex cittadini turchi.
I gruppi criminali turchi sono attivi in tutta l'Europa occidentale, dove le comunità di immigrati turchi risiedono, e nel Medio Oriente.
Le loro attività di livello internazionale riguardano per lo più il traffico di droga ed in particolare di eroina.
Per l'eroina collaborano anche con la criminalità bulgara che trasporta la merce a paesi come l'Italia.
Il gioco d'azzardo illegale, il traffico di esseri umani, la prostituzione e l'estorsione sono commessi in Turchia o nei paesi con una grande comunità turca come in Germania, nei Paesi Bassi, nel Regno Unito e nel Belgio.
I gruppi criminali turchi sono suddivisibili in: gruppi originari del Mar Nero, gruppi criminali curdi, gruppi Curdi Zaza, gruppi criminali Mhallami e gruppi eterogenei di criminali turchi.

## Storia

### Coinvolgimento nell'Operazione Gladio e nell'attentato a papa Giovanni Paolo II
Nel 1996 l'incidente automobilistico di Susurluk, nel quale persero la vita Huseyin Kogadag (ex vicecapo della polizia di Istanbul) e il baba (boss mafioso) e militante dei Lupi grigi Abdullah Çatlı, fece scoppiare uno scandalo in Turchia che portò alla luce i legami tra MIT (i servizi segreti turchi), criminalità organizzata, politica e l'organizzazione ultranazionalista dei Lupi grigi, che avrebbero fatto parte della struttura turca dell'Operazione Gladio, responsabile dell'assassinio di numerosi militanti di sinistra e della repressione violenta delle minoranze curde che portarono al colpo di stato dei militari nel 1980. Negli anni '80 i Lupi grigi controllavano anche il traffico di eroina grazie ai loro militanti sparsi in Germania, Austria, Svizzera, Belgio e Paesi Bassi. Mehmet Ali Ağca, membro dei Lupi grigi ed esecutore dell'attentato a papa Giovanni Paolo II, risultò in stretto contatto con i leader mafiosi Oral Celik e Abdullah Çatlı che favorirono la sua evasione dalle carceri turche e gli fornirono passaporti falsi e pistole per compiere l'attentato. Il boss mafioso Bekir Çelenk, armatore e leader dei Lupi grigi in Bulgaria che ospitò Ali Ağca in quel Paese prima dell'attentato, risultò implicato in una maxi inchiesta su un gigantesco traffico di droga e armi (pesanti e leggere), condotta a Trento dal giudice Carlo Palermo, il quale scoprì che tonnellate di eroina venivano importate in Europa dall'organizzazione turca utilizzandole come merce di scambio per l’acquisto di armi dirette in Medio Oriente in collegamento con l'agenzia di stato bulgara di import-export "Kintex".

### Lo scandalo "Lebabon connection"
Il 21 febbraio 1987 un'indagine portata a termine dalla DEA statunitense e dalla polizia elvetica a Bellinzona, in Svizzera, con l'ausilio di agenti sotto copertura portò a nove arresti e al sequestro record di 80 kg di morfina base e 20 di eroina: si trattava di un'organizzazione turco-libanese guidata dal baba turco Haci Mirza che avrebbe anche riciclato presso istituti di credito svizzeri circa 1300 milioni di dollari. Lo scandalo (denominato "Lebanon connection" a causa della nazionalità libanese di alcuni degli arrestati) coinvolse le tre maggiori banche svizzere (UBS, Società di Banca Svizzera, Credit Suisse) e portò alle dimissioni, per la prima volta nella storia della Confederazione Elvetica, del ministro Elizabeth Kopp, il cui marito era vicepresidente del c.d.a. di una finanziaria utilizzata per il riciclaggio.

### La criminalità curda e il ruolo del PKK
La criminalità curda è organizzata in clan su base familiare impegnate soprattutto nel contrabbando di oppio ed eroina tra Iran e Turchia: le spedizioni di droga partivano dalla regione del Kurdistan spesso occultate in camion e, attraverso Cipro o Istanbul e poi i Balcani, raggiungevano gli Stati europei (soprattutto la Germania), dove vivevano numerosi immigrati curdi. Le autorità britanniche, statunitensi e turche sostengono che il Partito dei Lavoratori del Kurdistan (PKK) abbia complicità nel traffico di droga compiuto dagli immigrati curdi: negli anni '90 i guerriglieri del PKK avrebbero aperto raffinerie di eroina nella Valle della Beqa' sotto la protezione del governo siriano e sarebbero arrivati a controllare il 40% del mercato europeo dell'eroina e l'80% di quella venduta a Parigi.

## Filmografia
- L'impero dei lupi (2005), regia di Chris Nahon, con Jean Reno e Laura Morante